# World Series of Poker

Logo der World Series of Poker

Die World Series of Poker, kurz WSOP, ist eine Pokerturnierserie, die seit 1970 einmal jährlich in den Vereinigten Staaten am Las Vegas Strip ausgetragen und umgangssprachlich auch als Poker-Weltmeisterschaft bezeichnet wird. Sowohl der Umfang als auch die Dauer der Turnierserie stieg über die Jahre deutlich an und liegt derzeit bei knapp 100 Events, die über rund anderthalb Monate abgehalten werden. Austragungsorte waren bis 2004 das Hotel Binion’s Horseshoe in Las Vegas, von 2005 bis 2021 das Rio All-Suite Hotel and Casino in Paradise und sind seit 2022 die ebenfalls in Paradise gelegenen Hotels Horseshoe und Paris Las Vegas. Die Turniersieger aller WSOP-Events erhalten zusätzlich zu ihrem Preisgeld ein goldenes Bracelet, das als die begehrteste Trophäe im Poker angesehen wird. Das Hauptturnier, ein Event der Variante No Limit Hold’em mit einem Buy-in von 10.000 US-Dollar, gilt als das prestigeträchtigste Pokerturnier überhaupt, sodass der Gewinner als Poker-Weltmeister bezeichnet wird.
Bei der seit 2007 meist einmal jährlich angebotenen World Series of Poker Europe sowie der 2013 und 2014 gespielten World Series of Poker Asia Pacific können auch Bracelets außerhalb des Las Vegas Strip gewonnen werden, zudem kann dort aufgrund anderer Glücksspielgesetze schon ab 18 Jahren gespielt werden. Seit 2020 wird darüber hinaus auf verschiedenen Onlinepoker-Plattformen einmal jährlich die World Series of Poker Online veranstaltet.

## Geschichte

### 1949–1973: Idee, Gründung und erste öffentliche Wahrnehmung
Im Jahr 1949 wurde über fünf Monate von Benny Binion ein sogenannter Pokermarathon zwischen Nick Dandolos und Johnny Moss veranstaltet. Großes Zuschauerinteresse machte das Pokerspiel populärer und brachte Binion auf die Idee, weitere Pokerturniere zu veranstalten. Tom Moore, ein Teilbesitzer des Holiday Casinos in Reno, und der Glücksspiel-Kenner Vic Vickrey luden 1969 Pokerliebhaber zur Texas Gamblers Reunion nach Reno, aus der letztlich die World Series of Poker hervorging.

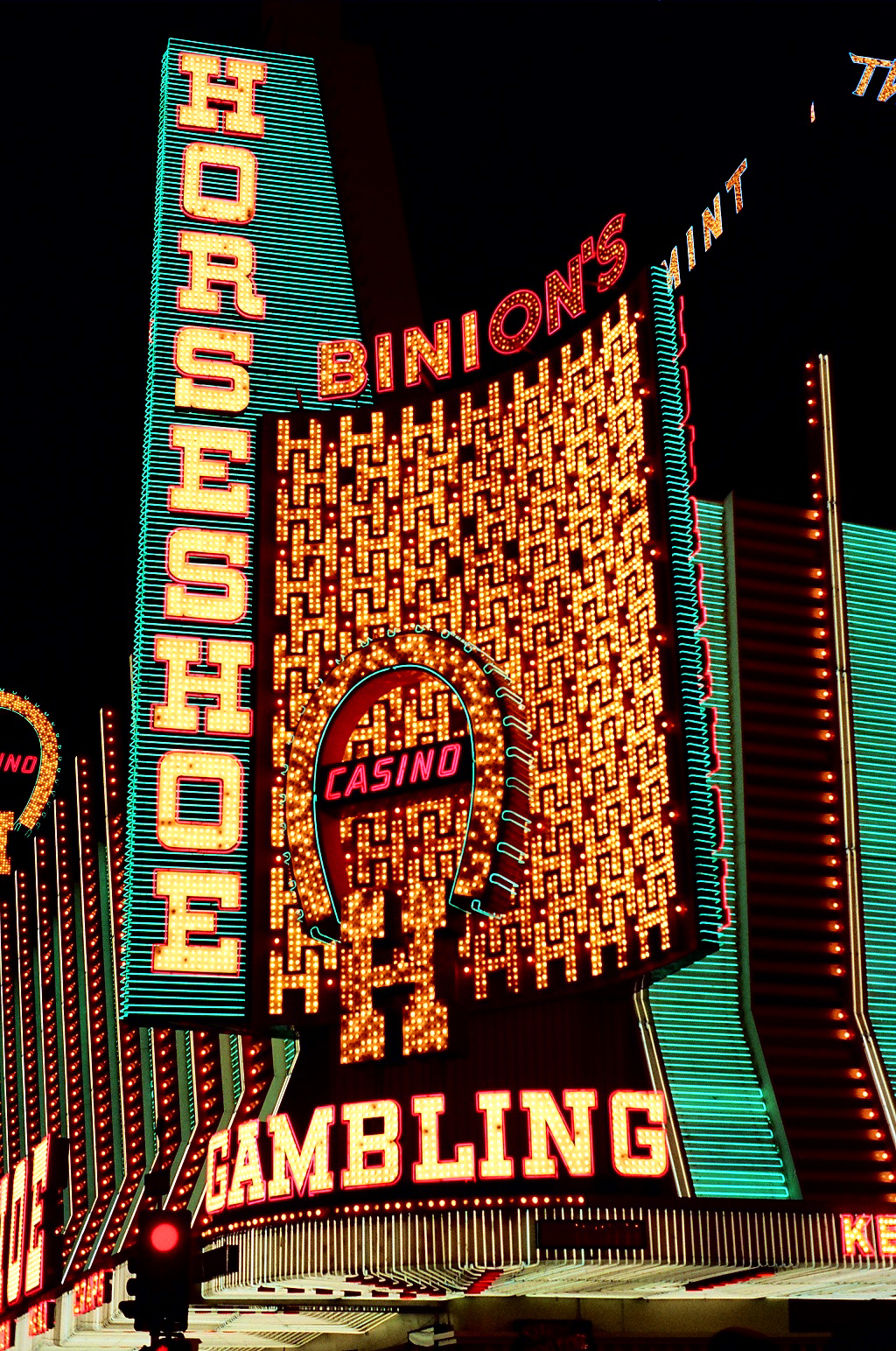
Binion’s Horseshoe – Austragungsort von 1970 bis 2004

Im Mai 1970 nahmen sieben Spieler an der noch völlig unbekannten WSOP im Binion’s Horseshoe in Las Vegas teil. Sie spielten mehrere Tage gegeneinander Poker und wählten anschließend Johnny Moss zum besten Spieler und damit zum ersten (inoffiziellen) Poker-Weltmeister, der dafür mit einer Silbertasse geehrt wurde. Seit der zweiten Austragung im Folgejahr wird der Preisträger in einem Turnier der Variante No Limit Hold’em mit sogenanntem Freeze-Out-Modus bestimmt, bei dem sich Spieler nach ihrem Ausscheiden nicht erneut einkaufen dürfen. Moss verteidigte in diesem Event mit einem Buy-in von 5000 US-Dollar Mitte Mai 1971 gegen sechs andere Teilnehmer seinen Titel und erhielt eine damals noch unbeschriebene Trophäe, die seit 1971 an alle Gewinner von WSOP-Turnieren vergeben wird und mit den erst später überreichten Bracelets gleichzusetzen ist. Bei dieser Turnierserie wurden auch erstmals vier weitere Events ausgespielt, die in Five Card Stud, Seven Card Stud, Razz und Five Card Draw veranstaltet wurden und einen Buy-in von jeweils 1000 US-Dollar hatten. In letzterer Variante sicherte sich Moss einen weiteren Turniersieg, was ihn zum ersten mehrfachen Braceletgewinner der WSOP machte. Nach dem Sieg von Thomas Preston bei der WSOP 1972 verhalf dieser der Turnierserie erstmals zu öffentlicher Wahrnehmung, da er anschließend insgesamt elfmal in der Tonight Show zu Gast war, in Filmen mitspielte und einen Bestseller schrieb. Als Folge wurde die World Series of Poker 1973 erstmals vom amerikanischen Fernsehnetzwerk CBS Sports übertragen. Im Hauptturnier, das seit jenem Jahr ein Buy-in von 10.000 US-Dollar hat, gewann Walter Pearson sein drittes der sieben Events auf dem Turnierplan.

### 1974–2002: Dreifache Weltmeister und wachsende Teilnehmerzahlen

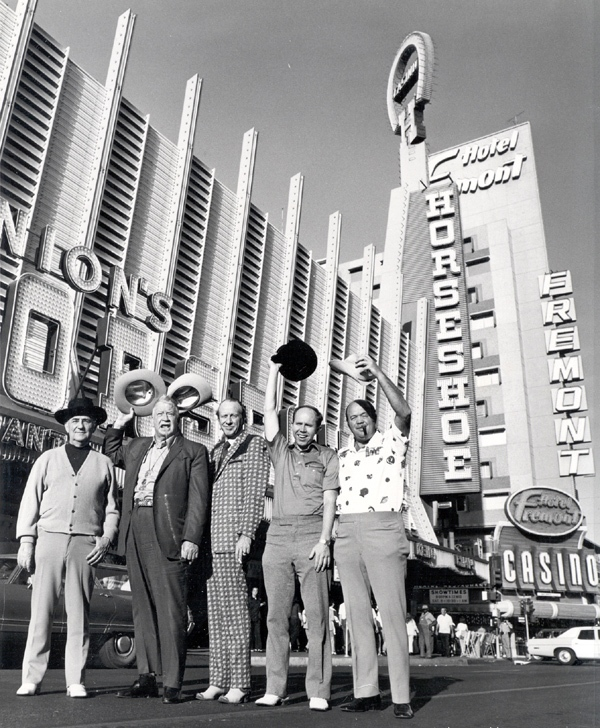
Johnny Moss, Chill Wills, Thomas Preston, Jack Binion und Puggy Pearson (v. l. n. r.) vor dem Binion’s Horseshoe während der WSOP 1974

Im Mai 1974 gewann Johnny Moss seinen dritten Titel im Hauptturnier und ist damit einer der beiden Rekordsieger. Seit der WSOP 1976 wird als Trophäe für Turniersiege ein goldenes Bracelet vergeben, Doyle Brunson sicherte sich bei dieser Ausgabe den Weltmeistertitel und verteidigte diesen im Jahr darauf. Die steigende Aufmerksamkeit der Öffentlichkeit führte in den folgenden Jahren zu wachsenden Spielerzahlen und auch mehr angebotenen Turnieren. Zudem stieg auch die Wahrnehmung der Turnierserie in der  allgemeinen Öffentlichkeit als Poker-Weltmeisterschaft. Die achte Austragung wurde 1977 zum ersten Mal über mehr als zwei Wochen gespielt und hatte erstmals mehr als zehn Events auf dem Turnierplan. Ein weiteres Novum war das Ladies Event, ein Turnier der Variante Seven Card Stud, bei der nur Spielerinnen in der sonst männerdominierten Pokerwelt erwünscht waren. Barbara Freer nahm ein Jahr später als erste Frau am Main Event teil, bei dem das Preisgeld erstmals unter den letzten 5 der 42 Spielern aufgeteilt und nicht wie zuvor nur an den Sieger ausgeschüttet wurde. Mit Hal Fowler gewann 1979 überraschend zum ersten Mal ein Amateur das Hauptturnier, was in den Folgejahren für weiter steigende Spielerzahlen und 1980 bereits für Teilnehmerfelder von mehr als 100 Spielern sorgte. Mit Stu Ungar mischte Anfang der 1980er-Jahre ein neuer Spielertyp die Turnierserie auf. Der aus New York City stammende Ungar gewann das Main Event 1980 sowie 1981 zweimal in Folge und sorgte damit für eine Berichterstattung von NBC Sports ab der WSOP 1981. Als Turnierdirektor fungierte zu dieser Zeit Eric Drache, der zur WSOP 1983 sogenannte Satellite-Turniere einführte, in denen man sich für die teureren WSOP-Events qualifizieren konnte. Dies ließ die Teilnehmerzahlen der World Series of Poker so weit anwachsen, dass das Horseshoe für manche Events nicht mehr genug Platz bot und Turniere teilweise im Golden Nugget und Four Queens Hotel and Casino gespielt werden mussten, ehe das Horseshoe Casino erweitert wurde. Die populärer werdende Turnierserie lockte zunehmend auch europäische Spieler an und führte 1988 mit dem Franzosen Gilbert Gross und dem Norweger Thor Hansen zu den ersten nicht-amerikanischen Braceletgewinnern. Im Mai 1989 gewann der 25-jährige Phil Hellmuth als bis dahin jüngster Spieler das Main Event. Nach dem Tod von Benny Binion im Dezember 1989 übernahm sein Sohn Jack, der bereits zuvor einige Aufgaben seines Vaters übernommen hatte, die Leitung der WSOP und führte die Turnierserie über die nächsten Jahrzehnte gemeinsam mit Jim Albrecht und Jack McClelland. Der Brite Mansour Matloubi wurde 1990 zum ersten europäischen Poker-Weltmeister und gab der WSOP damit einen weiteren Aufschwung. Dieser ließ sie 1991 auf einen Zeitraum von knapp einem Monat anwachsen und lockte 215 Spieler ins Main Event, bei dem der Sieger Brad Daugherty erstmals einen Hauptpreis von einer Million US-Dollar erhielt. Bei der WSOP 1997 gewann mit Matthias Rohnacher erstmals ein deutscher Spieler ein Bracelet. Das Main Event entschied in jenem Jahr Stu Ungar bei seinem letzten öffentlichen Auftritt zum dritten Mal für sich, womit er neben Moss der Rekordweltmeister ist. Nach Differenzen in der Familie wurde Jack Binion Ende der 1990er-Jahre vom Geschäftsbetrieb ausgeschlossen und einige Topspieler boykottierten aufgrund weiterer Kontroversen die Turnierserie von 1999 bis 2002, was in den sonst weiter wachsenden Teilnehmerfelden jedoch nicht auffiel.

### 2003–2019: Moneymaker-Boom und Umzug ins Rio All-Suite Hotel and Casino
Mit der neu gegründeten World Poker Tour war ein neuer Konkurrent auf den Markt gekommen, der zu Beginn der WSOP 2003 zu einer merklich geringeren Spielerzahl führte. Zu einem drohenden Niedergang der WSOP kam es jedoch nicht, insbesondere da das Main Event der Turnierserie live auf dem Sportsender ESPN von einem Amateurspieler gewonnen wurde. Der Amerikaner Chris Moneymaker hatte sich für das Turnier über den Onlinepokerraum PokerStars für nur 39 US-Dollar qualifiziert und setzte sich gegen ein 839-köpfiges Teilnehmerfeld durch, was ihm eine Siegprämie von 2,5 Millionen US-Dollar einbrachte. Dies löste einen Pokerboom aus, der bis heute auch als „Moneymaker-Boom“ oder „Moneymaker-Effekt“ bekannt ist, und ließ die Teilnehmerzahlen erneut nach oben schießen. Bereits ein Jahr später kauften sich dreimal so viele Spieler ins Hauptturnier ein und zwangen den neuen Veranstalter Caesars Entertainment, der die Turnierserie nach dem Verkauf des Binion’s Horseshoe übernommen hatte, zu einem Umzug. Die neu eingeführte Auszeichnung als Spieler des Jahres erhielt der Kanadier Daniel Negreanu, der im Mai 2004 sein drittes Bracelet gewonnen hatte. Anfang 2005 wurde mit den WSOP-Circuitturnieren eine neue Turnierserie eingeführt, bei der ebenfalls hohe Preisgelder versprochen werden. Die Events laufen über das ganze Jahr und sind als Werbung für die Hauptturnierserie gedacht.

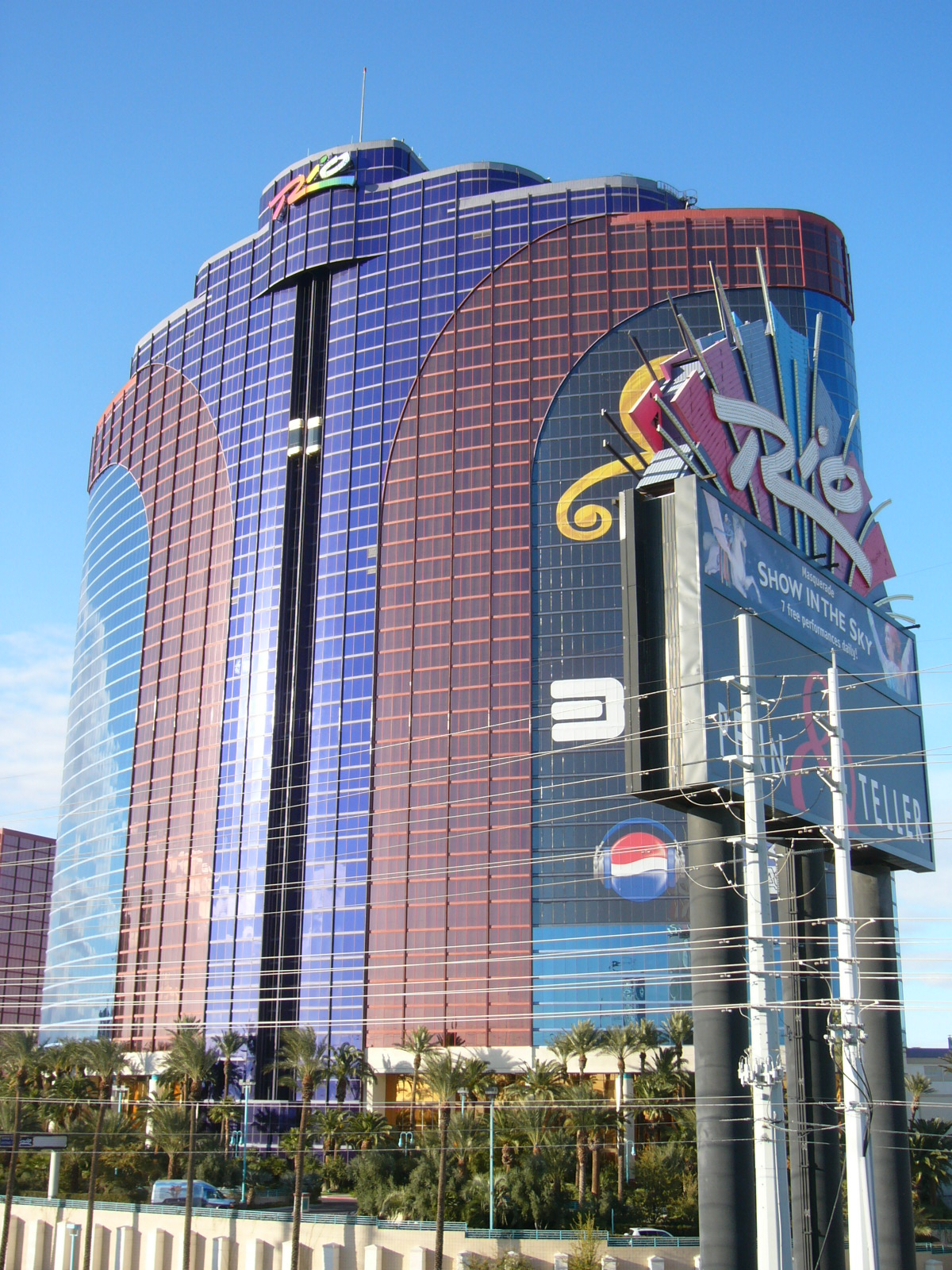
Rio All-Suite Hotel and Casino – Austragungsort von 2005 bis 2021

Die 35. Austragung der World Series of Poker wurde mit erstmals über 40 Events ab Mai 2005 im Rio All-Suite Hotel and Casino veranstaltet. Zu Ehren der Jubiläumsausgabe fand der Finaltisch des Main Events, dessen Teilnehmerzahl sich nochmals mehr als verdoppelt hatte, in jenem Jahr ein letztes Mal im Horseshoe Casino statt. Bei der WSOP 2006 wurden in 45 Turnieren Preisgelder von mehr als 100 Millionen US-Dollar ausgespielt, was die WSOP zur preisgeldreichsten Sportveranstaltung weltweit machte. Neu auf dem Turnierplan war ein 50.000 US-Dollar teures Turnier der gemischten Variante H.O.R.S.E., bei dem die Pokerweltspitze um eine Siegprämie von knapp 1,8 Millionen US-Dollar spielte. David Reese gewann das seit 2010 in 8-Game gespielte und in Poker Player’s Championship umbenannte Event, deren zusätzliche Trophäe nach seinem frühen Tod ihm zu Ehren benannt wurde. Für das Main Event der Turnierserie registrierten sich 8773 Spieler, was es zum für lange Zeit teilnehmerreichsten WSOP-Hauptturnier machte und dem Sieger Jamie Gold eine Siegprämie von 12 Millionen US-Dollar zusicherte. Zur WSOP 2007 wurden standardmäßig in den gängigsten Varianten Weltmeisterschaftsturniere eingeführt, die auf dem Turnierplan mit dem Zusatz „Championship“ geführt werden und mittlerweile fast ausschließlich einen Buy-in von 10.000 US-Dollar verlangen. Im September 2007 folgte mit drei Events bei der World Series of Poker Europe in London die erstmalige Austragung der WSOP außerhalb des Las Vegas Strip. Dort gewann die Norwegerin Annette Obrestad einen Tag vor ihrem 19. Geburtstag das Hauptturnier und ist damit bis heute die jüngste Person, die ein WSOP-Bracelet gewonnen hat. Im Jahre 2008 wurde die WSOP aufgrund der Sommerhitze am Las Vegas Strip um ein paar Wochen vorgezogen. Eine weitere wesentliche Änderung war die Verlegung des Finaltischs des Main Events in den November, womit der übertragende Fernsehsender ESPN noch mehr Aufmerksamkeit auf das Turnier lenken wollte. Mit dem Kölner Pius Heinz gab es im November 2011 erstmals einen deutschen Poker-Weltmeister, der damit auch das Interesse deutscher Medien auf die Turnierserie zog. Die WSOPE erfreute sich bei ihren jährlichen Austragungen wachsender Beliebtheit, insbesondere auch, da die Turnierresultate in die Berechnung der Rangliste des Spielers des Jahres einflossen. Nach zunächst vier Austragungen in London wurde sie bei den Ausgaben 2011 und 2012 jeweils in Cannes veranstaltet. Bei der 43. World Series of Poker wurde ab Anfang Juli 2012 das Big One for One Drop mit einem Buy-in von einer Million US-Dollar veranstaltet. Der Amerikaner Antonio Esfandiari setzte sich gegen 47 andere Spieler durch und erhielt das bis dahin höchste ausgeschüttete Preisgeld von mehr als 18 Millionen US-Dollar. Auch 2014 und 2018 stand das Event jeweils auf dem WSOP-Turnierplan und sorgte für einen achtstelligen Hauptpreis. Im Crown Casino in Melbourne wurden 2013 fünf und 2014 zehn Turniere bei der World Series of Poker Asia Pacific ausgespielt. Nachdem die WSOPE 2014 dafür pausiert hatte, kehrte sie im Oktober 2015 zurück und wurde einmalig auf deutschem Boden in der Spielbank Berlin veranstaltet. Seit 2017 wird sie jährlich im King’s Resort in Rozvadov ausgespielt.  Von Mai bis Juli 2019 wurde die 50. World Series of Poker ausgespielt. Das 500 US-Dollar teure Big 50 der Turnierserie lockte 28.371 Spieler an und machte es damit zum bis dahin größten ausgetragenen Live-Pokerturnier. Darüber hinaus wurde auf Grundlage einer Abstimmung von Pokerjournalisten eine Liste der 50 besten Spieler der Pokergeschichte veröffentlicht. Auf dieser finden sich (in alphabetischer Reihenfolge):
- Patrik Antonius
- Bobby Baldwin
- Billy Baxter
- Chris Björin
- Justin Bonomo
- Doyle Brunson
- Joe Cada
- Johnny Chan
- Stephen Chidwick
- T. J. Cloutier
- Allen Cunningham
- Shaun Deeb
- Tom Dwan
- Eli Elezra
- Antonio Esfandiari
- Chris Ferguson
- Ted Forrest
- Phil Galfond
- Barry Greenstein
- Gus Hansen
- Jennifer Harman
- Dan Harrington
- Isaac Haxton
- Phil Hellmuth
- John Hennigan
- Fedor Holz
- Phil Ivey
- Berry Johnston
- John Juanda
- Bryn Kenney
- Jeff Lisandro
- Adrián Mateos
- Jason Mercier
- Michael Mizrachi
- Chris Moorman
- Carlos Mortensen
- Johnny Moss
- Daniel Negreanu
- Scotty Nguyen
- Dominik Nitsche
- Steve O’Dwyer
- Walter Pearson
- Thomas Preston
- Brian Rast
- Chip Reese
- Huck Seed
- Erik Seidel
- Vanessa Selbst
- Dewey Tomko
- Stu Ungar

### Seit 2020: COVID-19-Pandemie und erneuter Umzug
Aufgrund der COVID-19-Pandemie, die die Live-Pokerszene ab März 2020 weitestgehend zum Erliegen brachte, wurden sowohl die Hauptturnierserie als auch die WSOPE zunächst auf unbestimmte Zeit verschoben und letztlich nicht ausgespielt. Stattdessen erfolgte auf den Onlinepokerräumen WSOP.com und GGPoker die erstmalige Austragung der World Series of Poker Online, bei der es ab Juli 2020 insgesamt 85 Bracelets zu gewinnen gab. Lediglich das WSOP-Main-Event wurde ab Ende November schrittweise live im King’s Resort und im Rio All-Suite Hotel and Casino ausgetragen. Beim finalen Duell Anfang Januar 2021 kürte sich der Argentinier Damian Salas zum ersten südamerikanischen Poker-Weltmeister. Auch 2021 musste die Hauptturnierserie aufgrund der anhaltenden Pandemie verlegt werden und es gab ab Juli 2021 eine weitere Austragung der World Series of Poker Online. Anschließend wurde von September bis November 2021 die 52. WSOP und von November bis Dezember die 12. WSOPE abgehalten.

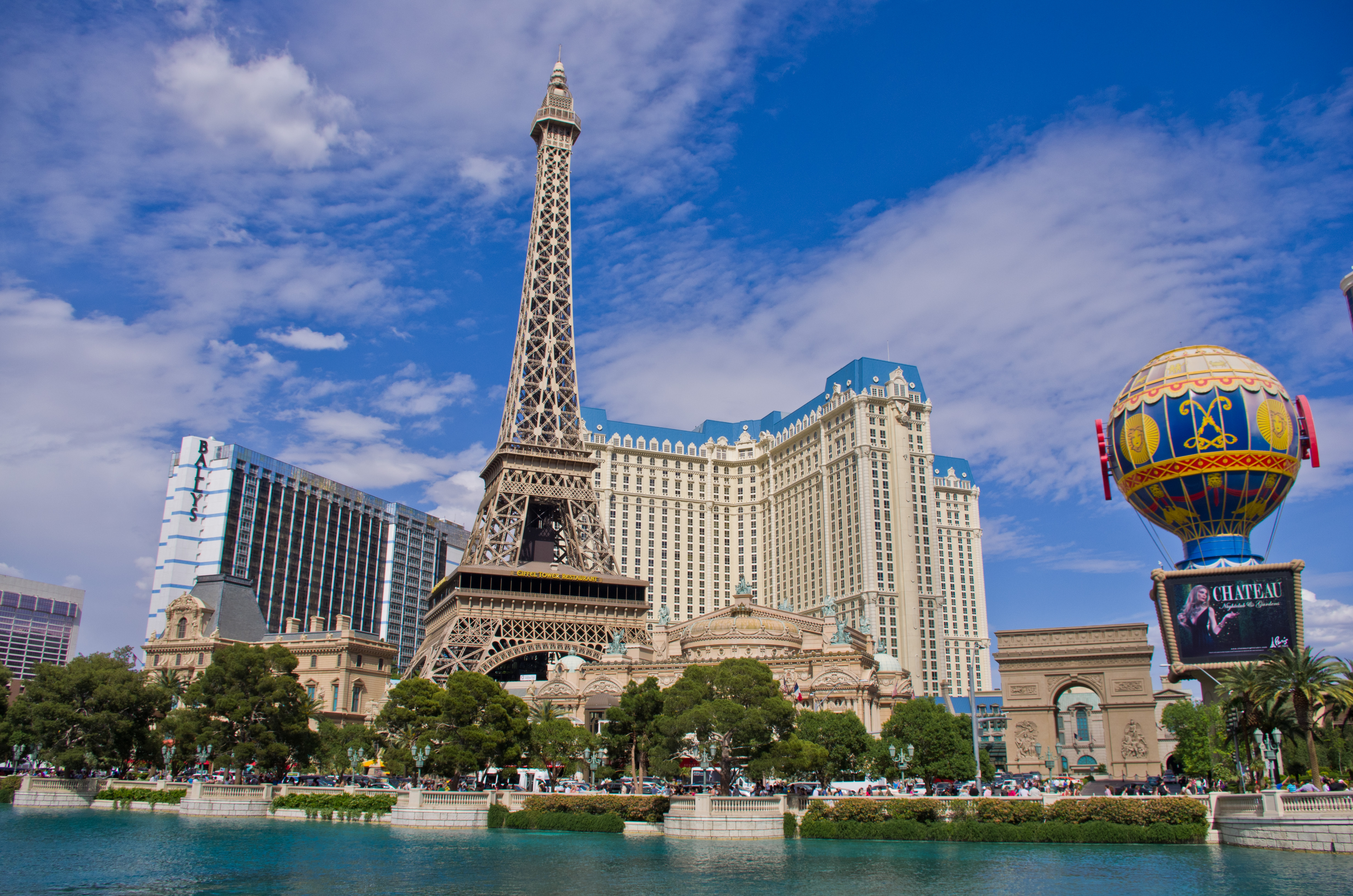
Horseshoe (links) und Paris (Mitte) – Austragungsort seit 2022

Die WSOP 2022 wurde vom 31. Mai bis 20. Juli gespielt und kehrte damit wieder in diese Jahreszeit zurück. Als große Änderung stand ein Umzug der Turnierserie in die Casinos Bally’s Las Vegas – das Ende des Jahres in Horseshoe Las Vegas umbenannt wurde – und Paris Las Vegas an. Bei der WSOP 2023 wurden zahlreiche Teilnehmerrekorde aufgestellt. Für das Main Event registrierten sich mehr als 10.000 Spieler und übertrafen damit die vorherige Bestmarke aus 2006 deutlich. Dabei sicherte sich Daniel Weinman mit 12,1 Millionen US-Dollar das bislang höchste beim Main Event ausgeschüttete Preisgeld. Bei der Turnierserie wurde die erstmalige Austragung der World Series of Poker Paradise angekündigt, bei der im Dezember 2023 erstmals 15 Bracelets auf den Bahamas ausgespielt werden sollen.

## Turniere

### Turnierangebot
Die Anzahl der angebotenen Events variiert von Jahr zu Jahr, steigt mit der Zeit jedoch stetig an. Über eine Dekade gesehen kann man ab den 1990er-Jahren ungefähr eine Verdopplung der veranstalteten Turniere vernehmen. Auch bei den ausgespielten Pokervarianten ergaben sich über die Zeit immer wieder ändernde Trends, wobei das in No Limit Hold’em gespielte Main Event seit 1971 unverändert das Highlight der Turnierserie darstellt. Das in den Anfängen der World Series of Poker populäre Seven Card Stud dominierte in den 1970er-Jahren gemeinsam mit Razz und Draw die Turnierpläne. Mit wachsendem Interesse an Texas Hold’em nahm in den 1980er-Jahren auch das Angebot an diesen Events zu, die nun die höchsten Teilnehmerzahlen verzeichnen konnten. Seit der WSOP 1983 werden Turniere in Omaha angeboten, zudem stand die Variante Chinese Poker 1995 und 1996 auf dem Turnierplan. Bei der WSOP 2001 wurde erstmals ein Turnier mit vier gemischten Varianten („S.H.O.E.“) gespielt, das David Pham gewann. Ein Mix aus fünf Varianten („H.O.R.S.E.“) ist seit 2003 Standard, mit mindestens acht Varianten („8-Game“) wird seit 2008 eine Reihe von Turnieren veranstaltet. Seit der WSOP 2015 werden während der Turnierserie auch einige Bracelets auf der hauseigenen Onlinepoker-Plattform WSOP.com vergeben. Bei der WSOP 2019 folgte mit Short Deck Hold’em eine Abwandlung von Texas Hold’em auf dem Turnierplan. Darüber hinaus werden fast alle Varianten hinsichtlich der Turnierart (beispielsweise Rebuy, Shootout und Bounty), der maximalen Spielerzahl pro Tisch (bspw. Heads-Up, 6-Max und 8-Max), im gespielten Limit (bspw. No Limit, Pot Limit und Fixed Limit), in der Wertungsvariante (Hi und Hi-Lo) und dem Buy-in (meist zwischen 500 und 10.000 US-Dollar) variiert. Sogenannte High-Roller-Events mit Buy-ins von mindestens 25.000 US-Dollar wurden erstmals bei der World Series of Poker Europe angeboten und sind seit 2018 auch jährlich Teil der Hauptturnierserie. Wiederkehrende High-Roller-Turniere sind das bislang dreimal gespielte Big One for One Drop mit einem Buy-in von einer Million US-Dollar, das fünfmal angebotene High Roller for One Drop mit 111.111 US-Dollar Buy-in sowie das seit 2015 gespielte Pot-Limit Omaha High Roller mit einem Startgeld von mindestens 25.000 US-Dollar.
Darüber hinaus gibt es eine Reihe spezieller Events, die unter eigenem Namen jedes Jahr auf dem Turnierplan stehen. Das erste dieser Art war das zur WSOP 1977 eingeführte Ladies Event, bei dem nur Frauen erwünscht sind und die Poker-Weltmeisterin gekürt wird. Das Turnier wurde bis 1999 in Seven Card Stud gespielt und wechselte nach einer kurzen Mischphase mit Limit Hold’em 2005 zu No Limit Hold’em. Ein Tag-Team-Event mit zunächst verschiedengeschlechtlichen Zweierteams in Seven Card Stud wurde von 1979 bis 1983 gespielt und steht seit 2016 wieder als Turnier in No Limit Hold’em auf dem Plan, bei dem in Zweier- bis Vierergruppen beliebigen Geschlechts angetreten werden darf. Ein exklusiv für Croupiers und sonstige Casinomitarbeiter zugängliches Event wurde von 1983 bis 1985 angeboten und wird seit 2000 als Casino Employees Championship traditionell als Eröffnungsturnier in No Limit Hold’em ausgespielt. Seit 1995 stehen unregelmäßig spezielle Charityturniere oder für Medienvertreter veranstaltete Events an. So gab es 2004 bis 2007, 2010 sowie 2022 die Austragung des Tournament of Champions und von 2007 bis 2010 das von Don Cheadle und Annie Duke initiierte Ante Up For Africa, an dem u. a. die Schauspieler Matt Damon, Adam Sandler sowie Ben Affleck teilnahmen und Geld für Hilfsorganisationen gesammelt wurde.
Mit der Seniors Championship folgte zur WSOP 2001 die Einführung eines Turniers, bei dem die Spieler ein Mindestalter von 50 Jahren aufweisen müssen. Die Super Seniors mit einem Alter von mindestens 60 Jahren (von 2015 bis 2017 sogar Mindestalter 65) duellieren sich seit 2015 in einem eigenen Event. Darüber hinaus gibt es Weltmeisterschaftsturniere in allen gängigen Pokervarianten, die seit 2008 fast ausschließlich einen Buy-in von 10.000 US-Dollar haben und eine Vielzahl von Teilnehmern anlocken. Ebenfalls bei den Spielern beliebt sind die günstigeren Events Colossus, Crazy Eights, Little One for One Drop, Millionaire Maker und Monster Stack. Neben dem Main Event wird die seit 2010 in 8-Game, 9-Game oder 10-Game gespielte Poker Player’s Championship mit einem Buy-in 50.000 US-Dollar als das prestigeträchtigstes Event auf dem Turnierplan angesehen.
Zusätzlich zum Preisgeld erhält der Sieger ein Bracelet. Deals sind bei der WSOP nicht zugelassen.

### Turnierchips
Für die WSOP 2004 wurden als Turnierchips erstmals eine exklusiv hergestellte Serie eingesetzt, zuvor wurde mit hauseigenen Chips des Horseshoe Casinos gespielt. Diese wurde vom Unternehmen Bud Jones produziert und hatten die Wertigkeiten 25, 100, 500, 1000, 5000, 10.000 und 25.000. Nachdem die WSOP im Jahr 2005 den Standort ins Rio gewechselt hatte, wurde das Design der Chips aus dem Horseshoe  weitestgehend übernommen, nicht jedoch die Chips selbst, wodurch eine neue Serie produziert und in den folgenden zwei Jahren nochmals erweitert (u. a. mit einem Sekundärset) bzw. angepasst (Farbgebung, redundante Werte) wurde. Der höchste Wert in dieser Serie war der 100.000er-Chip. Im Jahr 2007 wurde der Chip-Produzent Paulson mit der Herstellung der neuen Serie beauftragt und damit ein komplett neues Primärset ins Spiel gebracht, inklusive eines Sekundärsets für Nebenevents. Auch wurden zuweilen noch Chips der Serie von Bud Jones verwendet. Durch die steigenden Teilnehmerzahlen mussten immer höhere Werte eingeführt werden. Der aktuell höchste Wert ist der 5.000.000er-Chip. Verwendete Stückelungen und Farbgebungen einzelner Werte wechseln immer wieder aufgrund von Entscheidungen der Turnierleitung oder Rückmeldungen der Spieler. Im Jahr 2017 waren während des Main Events 245.514 Jetons im Umlauf.

## Bisherige Austragungen

### World Series of Poker
| #  | Jahr | Turniere | Mehrfache Braceletgewinner                                                                 | Main Event | Main Event       | Main Event             | Main Event       |
| #  | Jahr | Turniere | Mehrfache Braceletgewinner                                                                 | Teilnehmer | Sieger           | Herkunft               | Preisgeld (in $) |
| -- | ---- | -------- | ------------------------------------------------------------------------------------------ | ---------- | ---------------- | ---------------------- | ---------------- |
| 01 | 1970 | 001      | –                                                                                          | 00.007     | Johnny Moss      | Vereinigte Staaten     | –                |
| 02 | 1971 | 005      | Johnny Moss (2)                                                                            | 00.007     | Johnny Moss      | Vereinigte Staaten     | 00.030.000       |
| 03 | 1972 | 002      | –                                                                                          | 00.008     | Thomas Preston   | Vereinigte Staaten     | 00.080.000       |
| 04 | 1973 | 007      | Walter Pearson (3)                                                                         | 00.013     | Walter Pearson   | Vereinigte Staaten     | 00.130.000       |
| 05 | 1974 | 006      | Jimmy Casella (2)                                                                          | 00.016     | Johnny Moss      | Vereinigte Staaten     | 00.160.000       |
| 06 | 1975 | 005      | –                                                                                          | 00.021     | Brian Roberts    | Vereinigte Staaten     | 00.210.000       |
| 07 | 1976 | 008      | Howard Andrew, Doyle Brunson (je 2)                                                        | 00.022     | Doyle Brunson    | Vereinigte Staaten     | 00.220.000       |
| 08 | 1977 | 013      | Doyle Brunson, Bobby Baldwin (je 2)                                                        | 00.034     | Doyle Brunson    | Vereinigte Staaten     | 00.340.000       |
| 09 | 1978 | 011      | Gary Berland (2)                                                                           | 00.042     | Bobby Baldwin    | Vereinigte Staaten     | 00.210.000       |
| 10 | 1979 | 012      | Gary Berland, Lakewood Louie (je 2)                                                        | 00.054     | Hal Fowler       | Vereinigte Staaten     | 00.270.000       |
| 11 | 1980 | 012      | –                                                                                          | 00.073     | Stu Ungar        | Vereinigte Staaten     | 00.385.000       |
| 12 | 1981 | 013      | Stu Ungar (2)                                                                              | 00.075     | Stu Ungar        | Vereinigte Staaten     | 00.375.000       |
| 13 | 1982 | 014      | Billy Baxter, David Sklansky (je 2)                                                        | 00.104     | Jack Straus      | Vereinigte Staaten     | 00.520.000       |
| 14 | 1983 | 016      | Tom McEvoy (2)                                                                             | 00.108     | Tom McEvoy       | Vereinigte Staaten     | 00.540.000       |
| 15 | 1984 | 014      | Jack Keller, Dewey Tomko (je 2)                                                            | 00.132     | Jack Keller      | Vereinigte Staaten     | 00.660.000       |
| 16 | 1985 | 015      | –                                                                                          | 00.140     | Bill Smith       | Vereinigte Staaten     | 00.700.000       |
| 17 | 1986 | 012      | –                                                                                          | 00.141     | Berry Johnston   | Vereinigte Staaten     | 00.570.000       |
| 18 | 1987 | 012      | –                                                                                          | 00.152     | Johnny Chan      | Vereinigte Staaten     | 00.625.000       |
| 19 | 1988 | 012      | –                                                                                          | 00.167     | Johnny Chan      | Vereinigte Staaten     | 00.700.000       |
| 20 | 1989 | 014      | –                                                                                          | 00.178     | Phil Hellmuth    | Vereinigte Staaten     | 00.755.000       |
| 21 | 1990 | 015      | –                                                                                          | 00.194     | Mansour Matloubi | Vereinigtes Konigreich | 00.835.000       |
| 22 | 1991 | 018      | –                                                                                          | 00.215     | Brad Daugherty   | Vereinigte Staaten     | 01.000.000       |
| 23 | 1992 | 020      | –                                                                                          | 00.201     | Hamid Dastmalchi | Vereinigte Staaten     | 01.000.000       |
| 24 | 1993 | 021      | Ted Forrest, Phil Hellmuth (je 3), Humberto Brenes (2)                                     | 00.220     | Jim Bechtel      | Vereinigte Staaten     | 01.000.000       |
| 25 | 1994 | 021      | T. J. Cloutier (2)                                                                         | 00.268     | Russ Hamilton    | Vereinigte Staaten     | 01.000.000       |
| 26 | 1995 | 025      | Dan Harrington, Men Nguyen, Hilbert Shirey (je 2)                                          | 00.273     | Dan Harrington   | Vereinigte Staaten     | 01.000.000       |
| 27 | 1996 | 025      | –                                                                                          | 00.295     | Huck Seed        | Vereinigte Staaten     | 01.000.000       |
| 28 | 1997 | 022      | Max Stern (2)                                                                              | 00.312     | Stu Ungar        | Vereinigte Staaten     | 01.000.000       |
| 29 | 1998 | 022      | –                                                                                          | 00.350     | Scotty Nguyen    | Vereinigte Staaten     | 01.000.000       |
| 30 | 1999 | 017      | –                                                                                          | 00.393     | Noel Furlong     | Irland                 | 01.000.000       |
| 31 | 2000 | 025      | Chris Ferguson (2)                                                                         | 00.512     | Chris Ferguson   | Vereinigte Staaten     | 01.500.000       |
| 32 | 2001 | 027      | Nani Dollison, Scotty Nguyen (je 2)                                                        | 00.613     | Carlos Mortensen | Spanien                | 01.500.000       |
| 33 | 2002 | 035      | Phil Ivey (3), Layne Flack (2)                                                             | 00.631     | Robert Varkonyi  | Vereinigte Staaten     | 02.000.000       |
| 34 | 2003 | 036      | Johnny Chan, Chris Ferguson, Layne Flack, Phil Hellmuth, John Juanda, Men Nguyen (je 2)    | 00.839     | Chris Moneymaker | Vereinigte Staaten     | 02.500.000       |
| 35 | 2004 | 033      | Scott Fischman, Ted Forrest (je 2)                                                         | 02.576     | Greg Raymer      | Vereinigte Staaten     | 05.000.000       |
| 36 | 2005 | 043      | Mark Seif (2)                                                                              | 05.619     | Joe Hachem       | Australien             | 07.500.000       |
| 37 | 2006 | 045      | Bill Chen, Jeff Madsen (je 2)                                                              | 08.773     | Jamie Gold       | Vereinigte Staaten     | 12.000.000       |
| 38 | 2007 | 055      | Tom Schneider (2)                                                                          | 06.358     | Jerry Yang       | Vereinigte Staaten     | 08.250.000       |
| 39 | 2008 | 055      | John Phan (2)                                                                              | 06.844     | Peter Eastgate   | Danemark               | 09.152.416       |
| 40 | 2009 | 057      | Jeff Lisandro (3), Phil Ivey, Greg Müller, Brock Parker (je 2)                             | 06.494     | Joe Cada         | Vereinigte Staaten     | 08.546.435       |
| 41 | 2010 | 057      | Frank Kassela (2)                                                                          | 07.319     | Jonathan Duhamel | Kanada                 | 08.944.310       |
| 42 | 2011 | 058      | Brian Rast (2)                                                                             | 06.865     | Pius Heinz       | Deutschland            | 08.715.368       |
| 43 | 2012 | 061      | Greg Merson (2)                                                                            | 06.598     | Greg Merson      | Vereinigte Staaten     | 08.531.853       |
| 44 | 2013 | 062      | Tom Schneider (2)                                                                          | 06.352     | Ryan Riess       | Vereinigte Staaten     | 08.361.570       |
| 45 | 2014 | 065      | George Danzer (2)                                                                          | 06.683     | Martin Jacobson  | Schweden               | 10.000.000       |
| 46 | 2015 | 068      | Brian Hastings, Max Pescatori (je 2)                                                       | 06.420     | Joe McKeehen     | Vereinigte Staaten     | 07.683.346       |
| 47 | 2016 | 069      | Benny Glaser, Ian Johns, Jason Mercier (je 2)                                              | 06.737     | Qui Nguyen       | Vereinigte Staaten     | 08.005.310       |
| 48 | 2017 | 074      | David Bach, Nipun Java (je 2)                                                              | 07.221     | Scott Blumstein  | Vereinigte Staaten     | 08.150.000       |
| 49 | 2018 | 078      | Justin Bonomo, Joe Cada, Shaun Deeb (je 2)                                                 | 07.874     | John Cynn        | Vereinigte Staaten     | 08.800.000       |
| 50 | 2019 | 090      | Robert Campbell (2)                                                                        | 08.569     | Hossein Ensan    | Deutschland            | 10.000.000       |
| 51 | 2020 | 101      | –                                                                                          | 01.379     | Damian Salas     | Argentinien            | 02.550.969       |
| 52 | 2021 | 088      | Michael Addamo, Josh Arieh, Jeremy Ausmus, Scott Ball, Kevin Gerhart, Anthony Zinno (je 2) | 06.650     | Koray Aldemir    | Deutschland            | 08.000.000       |
| 53 | 2022 | 089      | Lawrence Brandt, Espen Jørstad, Daniel Zack (je 2)                                         | 08.663     | Espen Jørstad    | Norwegen               | 10.000.000       |
| 54 | 2023 | 095      | Josh Arieh, Chris Brewer, Chad Eveslage, Ryan Miller (je 2)                                | 10.043     | Daniel Weinman   | Vereinigte Staaten     | 12.100.000       |

### World Series of Poker Europe

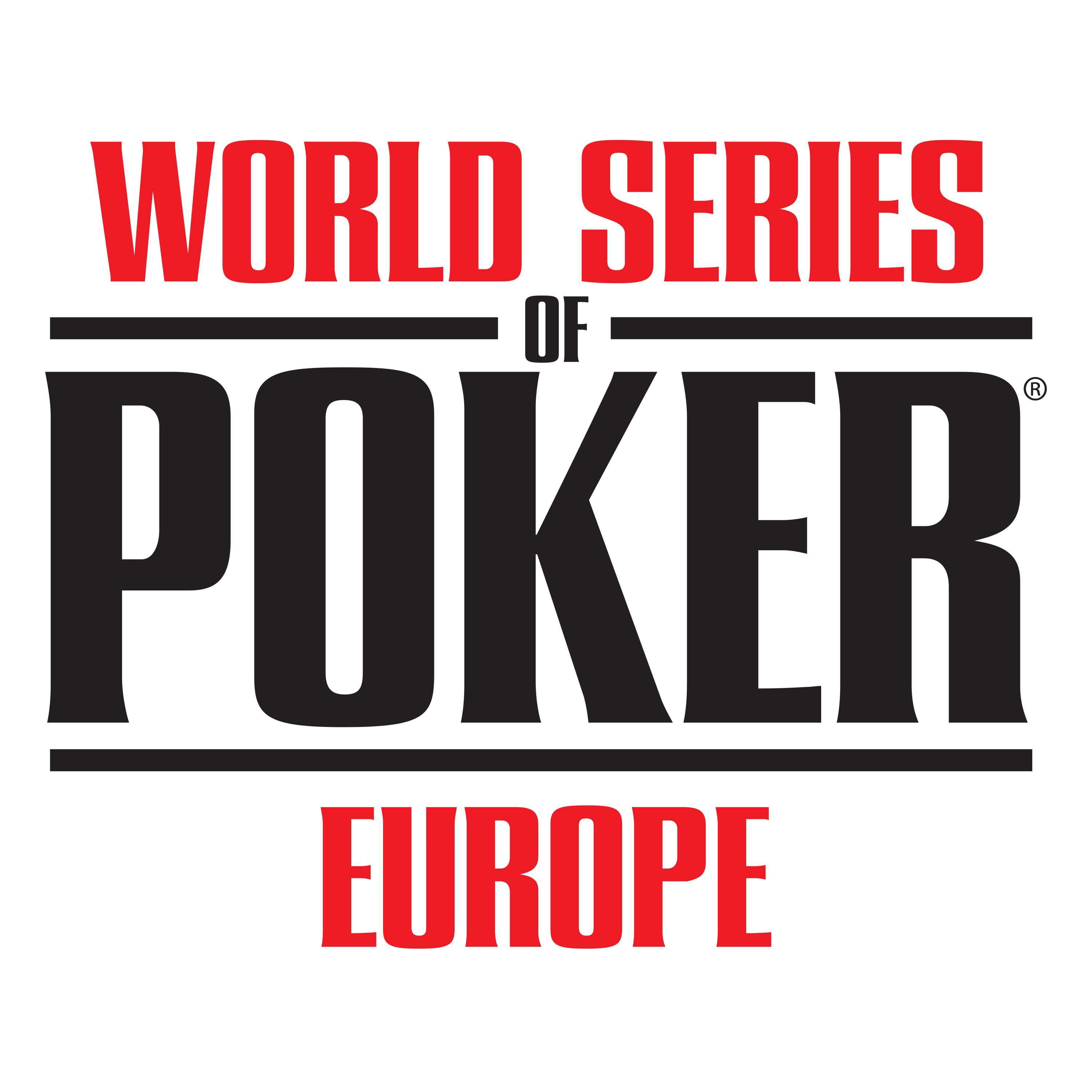
Logo der World Series of Poker Europe

| #  | Jahr | Stadt             | Turniere | Mehrfache Braceletgewinner | Main Event | Main Event           | Main Event             | Main Event  |
| #  | Jahr | Stadt             | Turniere | Mehrfache Braceletgewinner | Teilnehmer | Sieger               | Herkunft               | Preisgeld   |
| -- | ---- | ----------------- | -------- | -------------------------- | ---------- | -------------------- | ---------------------- | ----------- |
| 01 | 2007 | London            | 03       | –                          | 362        | Annette Obrestad     | Norwegen               | 1.000.000 £ |
| 02 | 2008 | London            | 04       | –                          | 363        | John Juanda          | Vereinigte Staaten     | 0.868.800 £ |
| 03 | 2009 | London            | 04       | –                          | 334        | Barry Shulman        | Vereinigte Staaten     | 0.801.603 £ |
| 04 | 2010 | London            | 05       | –                          | 346        | James Bord           | Vereinigtes Konigreich | 0.830.401 £ |
| 05 | 2011 | Cannes            | 07       | –                          | 593        | Elio Fox             | Vereinigte Staaten     | 1.400.000 € |
| 06 | 2012 | Cannes            | 07       | –                          | 420        | Phil Hellmuth        | Vereinigte Staaten     | 1.022.376 € |
| 07 | 2013 | Enghien-les-Bains | 08       | –                          | 375        | Adrián Mateos        | Spanien                | 1.000.000 € |
| 08 | 2015 | Berlin            | 10       | –                          | 313        | Kevin MacPhee        | Vereinigte Staaten     | 0.883.000 € |
| 09 | 2017 | Rozvadov          | 11       | –                          | 529        | Martí Roca de Torres | Spanien                | 1.115.207 € |
| 10 | 2018 | Rozvadov          | 10       | –                          | 534        | Jack Sinclair        | Vereinigtes Konigreich | 1.122.239 € |
| 11 | 2019 | Rozvadov          | 15       | Kahle Burns (2)            | 541        | Alexandros Kolonias  | Griechenland           | 1.133.678 € |
| 12 | 2021 | Rozvadov          | 15       | Julien Martini (2)         | 688        | Josef Guláš          | Tschechien             | 1.276.712 € |
| 13 | 2022 | Rozvadov          | 15       | –                          | 763        | Omar Eljach          | Schweden               | 1.380.129 € |
| 14 | 2023 | Rozvadov          | 15       | –                          | 817        | Max Neugebauer       | Osterreich             | 1.500.000 € |

### World Series of Poker Asia Pacific
| # | Jahr | Stadt     | Turniere | Mehrfache Braceletgewinner | Main Event | Main Event      | Main Event         | Main Event        |
| # | Jahr | Stadt     | Turniere | Mehrfache Braceletgewinner | Teilnehmer | Sieger          | Herkunft           | Preisgeld (in A$) |
| - | ---- | --------- | -------- | -------------------------- | ---------- | --------------- | ------------------ | ----------------- |
| 1 | 2013 | Melbourne | 05       | –                          | 405        | Daniel Negreanu | Kanada             | 1.038.825         |
| 2 | 2014 | Melbourne | 10       | –                          | 329        | Scott Davies    | Vereinigte Staaten | 0.850.136         |

### World Series of Poker Online
| # | Jahr | Turniere | Mehrfache Braceletgewinner                                                   | Main Event | Main Event         | Main Event | Main Event       |
| # | Jahr | Turniere | Mehrfache Braceletgewinner                                                   | Teilnehmer | Sieger             | Herkunft   | Preisgeld (in $) |
| - | ---- | -------- | ---------------------------------------------------------------------------- | ---------- | ------------------ | ---------- | ---------------- |
| 1 | 2020 | 85       | Alek Stasiak (2)                                                             | 5802       | Stojan Madanschiew | Bulgarien  | 3.904.685        |
| 2 | 2021 | 74       | –                                                                            | 4092       | Alexei Wandyschew  | Russland   | 2.543.073        |
| 3 | 2022 | 78       | Tanner Bibat, Claas Segebrecht (je 2)                                        | 4984       | Simon Mattsson     | Schweden   | 2.793.574        |
| 4 | 2023 | 66       | Calvin Anderson, Daniel Chan, Guy Dunlap, John Riordan, Shannon Shorr (je 2) | 6023       | Bert Stevens       | Belgien    | 2.783.432        |

### World Series of Poker Paradise
| # | Jahr | Turniere | Mehrfache Braceletgewinner        | Main Event                        | Main Event                        | Main Event                        | Main Event                        |
| # | Jahr | Turniere | Mehrfache Braceletgewinner        | Teilnehmer                        | Sieger                            | Herkunft                          | Preisgeld (in $)                  |
| - | ---- | -------- | --------------------------------- | --------------------------------- | --------------------------------- | --------------------------------- | --------------------------------- |
| 1 | 2023 | 15       | soll am 3. Dezember 2023 beginnen | soll am 9. Dezember 2023 beginnen | soll am 9. Dezember 2023 beginnen | soll am 9. Dezember 2023 beginnen | soll am 9. Dezember 2023 beginnen |

### Player of the Year

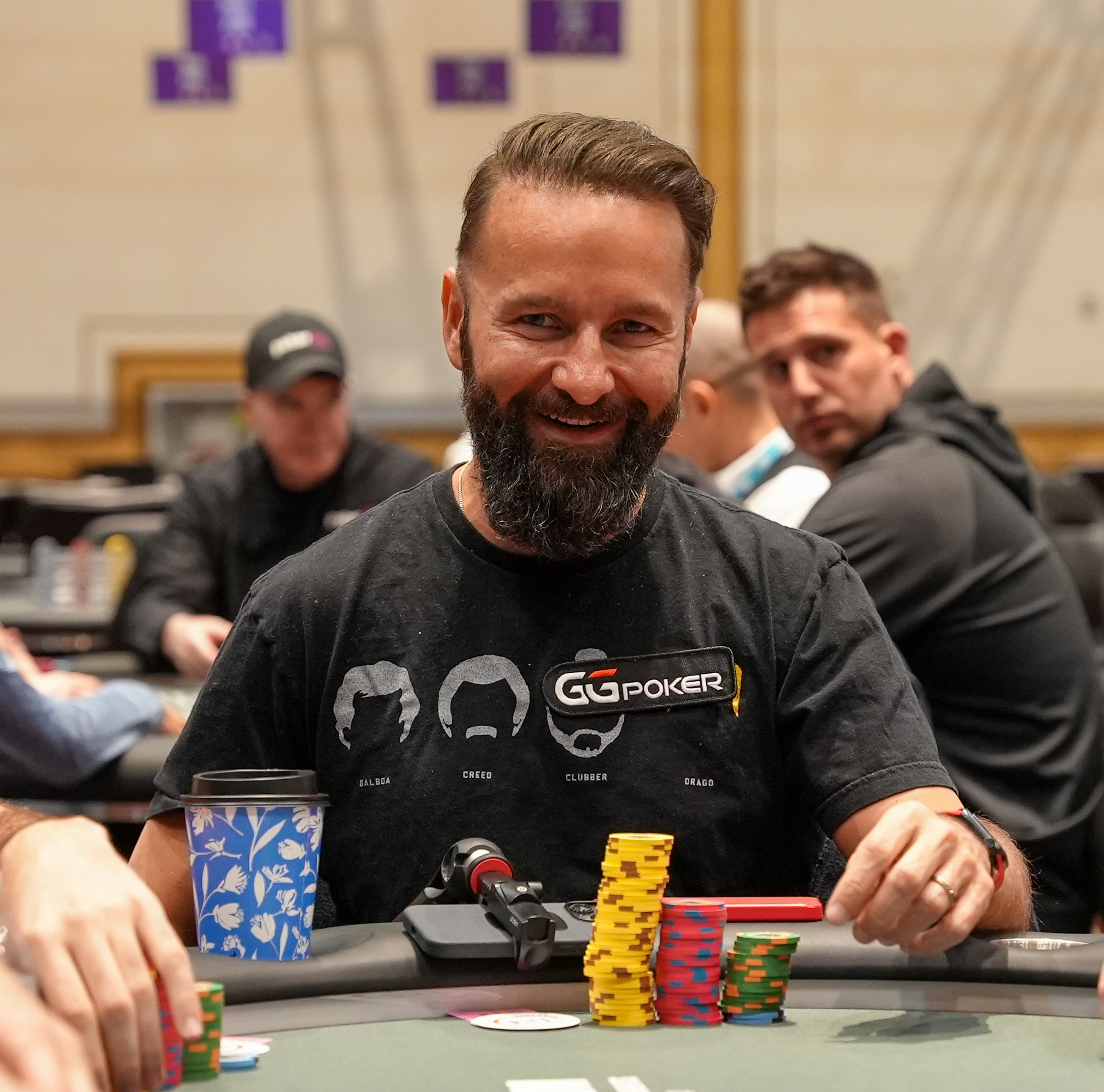
Daniel Negreanu wurde als einziger Spieler zweimal als Player of the Year geehrt

Seit 2004 wird von der Turnierleitung der Player of the Year Award an den Spieler vergeben, der innerhalb eines Jahres über alle Turniere hinweg die meisten Punkte gesammelt hat. Die Berechnung der Punktzahlen variiert von Jahr zu Jahr und beinhaltete von 2013 bis 2019, sofern in jenem Jahr ausgetragen, auch die Ergebnisse der World Series of Poker Europe bzw. World Series of Poker Asia Pacific. Aufgrund der COVID-19-Pandemie wurde die Auszeichnung 2020 nicht vergeben.
| Jahr | Spieler          | Herkunft           | Bracelets | Finaltische | Cashes | Preisgeld (in $) |
| ---- | ---------------- | ------------------ | --------- | ----------- | ------ | ---------------- |
| 2004 | Daniel Negreanu  | Kanada             | 1         | 5           | 06     | 0.346.280        |
| 2005 | Allen Cunningham | Vereinigte Staaten | 1         | 4           | 05     | 1.006.935        |
| 2006 | Jeff Madsen      | Vereinigte Staaten | 2         | 4           | 04     | 1.467.852        |
| 2007 | Tom Schneider    | Vereinigte Staaten | 2         | 3           | 03     | 0.416.829        |
| 2008 | Erick Lindgren   | Vereinigte Staaten | 1         | 3           | 05     | 1.348.528        |
| 2009 | Jeff Lisandro    | Australien         | 3         | 4           | 06     | 0.807.521        |
| 2010 | Frank Kassela    | Vereinigte Staaten | 2         | 3           | 06     | 1.255.314        |
| 2011 | Ben Lamb         | Vereinigte Staaten | 1         | 4           | 05     | 5.352.970        |
| 2012 | Greg Merson      | Vereinigte Staaten | 2         | 2           | 04     | 9.755.180        |
| 2013 | Daniel Negreanu  | Kanada             | 2         | 4           | 10     | 2.214.304        |
| 2014 | George Danzer    | Deutschland        | 3         | 5           | 10     | 0.878.993        |
| 2015 | Mike Gorodinsky  | Vereinigte Staaten | 1         | 3           | 08     | 1.766.796        |
| 2016 | Jason Mercier    | Vereinigte Staaten | 2         | 4           | 11     | 0.960.424        |
| 2017 | Chris Ferguson   | Vereinigte Staaten | 1         | 4           | 23     | 0.428.423        |
| 2018 | Shaun Deeb       | Vereinigte Staaten | 2         | 4           | 20     | 2.545.623        |
| 2019 | Robert Campbell  | Australien         | 2         | 6           | 13     | 0.750.844        |
| 2021 | Josh Arieh       | Vereinigte Staaten | 2         | 7           | 12     | 1.198.416        |
| 2022 | Daniel Zack      | Vereinigte Staaten | 2         | 4           | 16     | 1.456.927        |
| 2023 | Ian Matakis      | Vereinigte Staaten | 1         | 5           | 22     | 0.881.052        |

## Rekordspieler

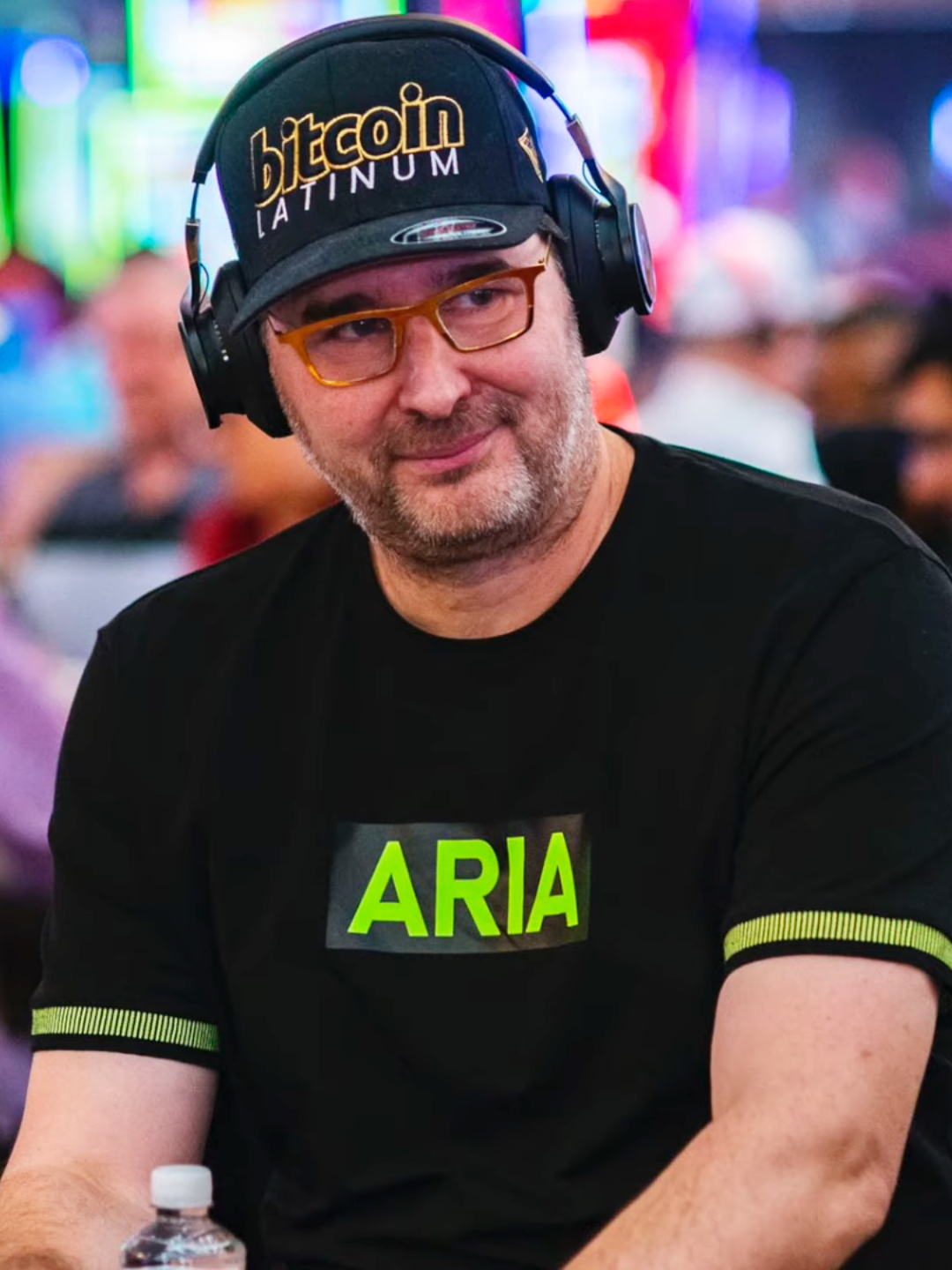
Phil Hellmuth ist Rekordsieger

Die meisten Bracelets gewann Phil Hellmuth, der seit seinem ersten Titel 1989 im Main Event bislang 17 Turniere für sich entschied. Am häufigsten die Geldränge erreichte Daniel Negreanu, der bisher 237 Events auf einem bezahlten Platz abschloss. Der bis dato jüngste Gewinner eines Bracelets am Las Vegas Strip war Steve Billirakis mit 21 Jahren und 12 Tagen. Die Norwegerin Annette Obrestad gewann einen Tag vor ihrem 19. Geburtstag das Main Event der World Series of Poker Europe und ist damit globale Rekordhalterin.

## Rezeption und Auszeichnungen
Die World Series of Poker gilt als die beliebteste und bekannteste Pokerturnierserie weltweit und machte eine Reihe von Pokerspielern überregional bekannt. Bei den seit 2010 auch für Turnierveranstaltungen einmal jährlich vom Global Poker Index vergebenen Poker Awards wurde die WSOP bislang neunmal ausgezeichnet. Darüber hinaus wurde Jack Effel 2022 als bester Turnierdirektor ausgezeichnet und mit Mark Newhouse, Daniel Negreanu, Jason Mercier, Scott Blumstein, John Cynn, Adam Friedman und Daniel Cates wurden bisher sieben Spieler für ihre Leistungen bei der WSOP geehrt.
- 2011: World Series of Poker Europe 2011 – „Event of the Year“ bei den European Poker Awards[22]
- 2014: Main Event – „Event of the Year“ (Buy-in über 2000 US-Dollar) bei den American Poker Awards[23]
- 2014: Monster Stack – „Event of the Year“ (Buy-in unter 2000 US-Dollar) bei den American Poker Awards[23]
- 2015: Colossus – „Event of the Year“ (Buy-in unter 2000 US-Dollar) bei den American Poker Awards[24]
- 2015: Erstaustragung eines Onlinepokerturniers – „Poker Innovation or Initiative of the Year“ bei den American Poker Awards[24]
- 2016: Circuitturniere – „Mid-Major Circuit of the Year“ bei den American Poker Awards[25]
- 2018: Main Event – „Event of the Year“ bei den Global Poker Awards[26]
- 2021: Main Event – „Event of the Year“ bei den Global Poker Awards[27]
- 2022: Bracelet des Main Events – „Fan’s Choice for Best Trophy“ bei den Global Poker Awards[28]